# 19-я Македонская ударная бригада
19-я Македонская ударная бригада (сербохорв. Деветнаеста македонска ударна бригада / Devetnaesta makedonska udarna brigada, макед. Деветнаесетта македонска ударна бригада) — воинское формирование Народно-освободительной армии Югославии, участвовавшее в Народно-освободительной войне на территории Северной Македонии.

## История
Образована 10 октября 1944 в деревне Лаки у горы Плачковица (ныне община Виница). Состояла из 4 батальонов, личный состав набирался из бригады имени Гоце Делчева и 13-й ударной бригады. Подчинялась Главному штабу НОАЮ в Македонии и была в составе 50-й Македонской дивизии. На 13 ноября 1944 численность составляла 1144 человека, на 25 ноября — 1429 человек. Основной район действия — направления Штип-Радовиш и Штип-Кочани, где бригада атаковала немецкие части и албанские фашистские отряды. С 27 октября по 8 ноября 1944 освобождала Штип, с 17 по 20 ноября воевала против баллистов (19 ноября взяла Тетово). Расформирована 6 декабря 1944, личный состав переведён в 14-ю македонскую молодёжную ударную бригаду имени Димитара Влахова.

## Командование
- Благой Левков — командир
- Боро Симеонов — политрук
- Вукашин — политрук
- Трайко Ставрев — заместитель политрука
- Петре Николов — начальник штаба